# Mustja
Mustja (Duits: Mustel) is een plaats in de Estlandse gemeente Võru vald, provincie Võrumaa. De plaats heeft de status van dorp (Estisch: küla) en telt 40 inwoners (2021).
Mustja lag tot in oktober 2017 in de gemeente Sõmerpalu. In die maand werd deze gemeente bij de gemeente Võru vald gevoegd.
Ten noorden van Mustja loopt de grens tussen de provincies Võrumaa en Põlvamaa. De Põhimaantee 2, de hoofdweg van Tallinn via Tartu naar de Russische grens, komt langs Mustja. Bij Mustja ligt ook de bron van de rivier Orajõgi.

## Geschiedenis
Mustja was onder de Duitse naam Mustel vanaf ca. 1750 een ‘semi-landgoed’ (Duits: Beigut, Estisch: poolmõis), een landgoed dat deel uitmaakt van een groter landgoed, in dit geval Sommerpahlen (Sõmerpalu). In 1766 werd het een zelfstandig landgoed, maar in 1867 kwam het weer terug onder Sommerpahlen.
Tussen 1912 en 1939 hoorde het grootste deel van Mustja bij Heimtal (Estisch: Heimtali), een Duitse nederzetting, Daar woonden ongeveer veertig families die afkomstig waren uit het Oekraïense Wolynië. In 1939 moesten ze tegelijk met de Baltische Duitsers vertrekken als gevolg van het Molotov-Ribbentroppact.
In 1977 werd uit een deel van Mustja en een deel van het buurdorp Lilli-Anne het dorp Osula gevormd.